# Seelgerätstiftung
Eine Seelgerätstiftung ist die Stiftung bestimmter Vermögenswerte oder deren Kapitalerträge mit dem Zweck, dass davon regelmäßig, etwa zum jährlich wiederkehrenden Todestag des Stifters, eine heilige Messe (Seelenmesse) mit der besonderen Intention seines Seelenheils abzuhalten. Im mittelalterlichen Denken sollte durch ein solch wiederkehrendes Gebet oder Opfer der „armen Seele“ zum ewigen Heil verholfen werden. Durch solche Stiftungen wurden beträchtliches Vermögen und Landbesitz an die Kirche, etwa Klöster und Bistümer übertragen. Die Kirche übernahm im Gegenzug die Verpflichtung, Totengottesdienste und Vigilien für den Stifter oder die Stifterfamilie abzuhalten.